# Орлов, Александр Сергеевич (литературовед)
Александр Сергеевич Орло́в (1871—1947) — советский литературовед, специалист по древнерусской литературе, профессор МГУ. Академик АН СССР по Отделению общественных наук (история литературы) с 01.02.1931 (член-корреспондент с 1921).

## Биография
Родился 23 января (4 февраля) 1871 года в Москве. Семья его со стороны матери считала себя в родстве с писателем И. И. Лажечниковым и другой информации о его родителях нет.
В 1879—1889 годах учился в классической гимназии Л. И. Поливанова. Затем учился в Московском университете. Во время обучения стал постоянным посетителем научных заседаний только что учреждённой Славянской комиссии Московского Археологического общества, где в 1893 году выступил с первым своим докладом на тему «Сказочная повесть о взятии Азова», послужившим началом серии его исследований об Азовских повестях, отмеченных в 1907 году Академией наук малой Уваровской премией.
В 1895 году окончил историко-филологический факультет Московского университета и был оставлен при кафедре русской литературы «для приготовления к профессорскому званию». Из преподавателей университета он считал своими учителями профессора русской литературы М. И. Соколова, востоковеда В. Ф. Миллера, классика Ф. Е. Корша и историка В. О. Ключевского.
Готовясь к магистерскому экзамену, работал в качестве библиотекаря в Московской синодальной типографской библиотеке. В 1906 году защитил магистерскую диссертацию.
С 1906 года он непрерывно преподавал в Московском университете: профессор кафедры русского языка и русской литературы историко-филологического факультета (1919—1921); профессор кафедры истории русской литературы факультета общественных наук (1921—1925); профессор кафедры русской литературы этнологического факультета (1925—1930). Читал также лекции на Высших женских курсах Полторацкой (1910—1918). В 1920-х годах он активно работал в Институте литературы и искусства РАНИОН’а, в Литературно-художественном институте имени В. Я. Брюсова, в Историческом музее, действительным членом которого он был, и в Государственном архивном фонде в качестве научного сотрудника.
С 10 декабря 1921 года был член-корреспондентом АН СССР по Отделению русского языка и словесности. После избрания в 1931 году действительным членом академии наук — по Отделению общественных наук (история литературы) — переехал в Ленинград и сосредоточил свою деятельность в учреждениях Академии, где занимал посты академика-секретаря Отделения общественных наук, директора Института книги, документа и письма, заместителя директора Пушкинского Дома (с 1931) и председателя Отдела древнерусской литературы ИРЛИ (с 1933). Одновременно, с 1931 года был профессором Ленинградского университета и Ленинградского государственного историко-лингвистического института.
Был награждён орденами Ленина (10.6.1945), Трудового Красного Знамени (13.12.1944, 3.2.1946), медалью «За доблестный труд в Великой Отечественной войне 1941—1945 гг.»
Умер 6 марта 1947 года. Похоронен в Ленинграде на Литераторских мостках Волковского кладбища.

## Сочинения
- Домострой по Коншинскому списку и подобным. — М.: Синодальная типография,1908.
- Домострой по Коншинскому списку и подобным. Книга вторая. — М.: Синодальная типография,1910.
- Великорусская историческая литература XVI века: Конспект лекций. — М., 1912. — 69 с.
- Лекции по истории древней русской литературы, читанные на Высших женских курсах, учреждённых В. А. Полторацкой. — М.: Издание И. М. Фадеева, 1916. — 248 с.
- К вопросу об Ипатьевской летописи // Известия Отделения русского языка и словесности АН СССР. — Л., 1926. — Т. 31. — С. 93—126.
- Переводные повести феодальной Руси и Московского государства XII—XVII вв. — Л.: Изд-во АН СССР, 1934.
- Библиография русских надписей XI—XV вв. — М.-Л.: Изд-во АН СССР, 1936. — 180 с.
  - 2-е изд. — М.-Л.: Изд-во АН СССР, 1952. — 239 с.
- Древняя русская литература XI—XVI вв.. — М.-Л.: Изд-во АН СССР, 1937. — 379 с. — 10 225 экз.
  - 2-е изд. — М.-Л.: Изд-во АН СССР, 1939. — 288 с.
  - Изд. 3-е, дополненное. — М.-Л.: Изд-во АН СССР, 1945. — 345 с.
  - Древняя русская литература XI—XVII веков / отв. ред. Д. М. Буланин. — СПб.: Дмитрий Буланин, 2014. — 428 с.
- Слово о полку Игореве. — М.-Л.: Изд-во АН СССР, 1938. — 176 с.
  - 2-е изд., дополненное / Переплёт и титул художника Бреннерта В. Л. — М.-Л.: Изд-во АН СССР, 1946. — 215 с.
- Героические темы древней русской литературы. — М.-Л.: Изд-во АН СССР, 1945. — 141, [3] с. (Научно-популярная серия).
- Казахский героический эпос. — М.-Л.: Изд-во АН СССР, 1945. — 147 с.
- Владимир Мономах. — М.-Л.: Изд-во АН СССР, 1946. — 192 с.
- Язык русских писателей. — М.-Л.: Изд-во АН СССР, 1948. — 192 с.

## Память
На фасаде Дома академиков в Санкт-Петербурге, расположенном на углу набережной лейтенанта Шмидта и 7-й линии Васильевского острова (2/1 лит. А), в 1950 году была установлена мемориальная доска (архитектор Р. И. Каплан-Ингель) с текстом: «Здесь жил академик Александр Сергеевич Орлов. 1871—1947. Выдающийся исследователь русской литературы».